# 27 agosto
Il 27 agosto è il 239º giorno del calendario gregoriano (il 240º negli anni bisestili). Mancano 126 giorni alla fine dell'anno.

## Eventi
- 413 a.C. – Nicia e Demostene decidono di lasciare l'assedio di Siracusa
- 1176 – Giovanna d'Inghilterra inizia il lungo viaggio alla volta di Palermo per sposare il re Guglielmo II di Sicilia
- 1269 - La città saracena di Lucera si arrende all'assedio durato più di un anno da parte delle truppe di Carlo I d'Angiò
- 1569 – Cosimo I de' Medici da duca di Firenze diviene granduca di Toscana, grazie a una bolla di papa Pio V che gli riconosce il nuovo titolo
- 1689 – Con la firma del Trattato di Nerčinsk, Impero russo e Dinastia Qing pongono fine alle questioni di confine tra i due Stati
- 1776 – Battaglia di Long Island, nell'odierna Brooklyn (New York): le forze britanniche del generale William Howe sconfiggono gli americani guidati dal generale George Washington
- 1812 – In seguito alla battaglia di Polostk del 18 agosto, Napoleone insignisce Laurent de Gouvion-Saint Cyr del bastone di Maresciallo dell'Impero
- 1813 – Napoleone sconfigge austriaci, russi e prussiani nella battaglia di Dresda
- 1828 – I russi sconfiggono i turchi ad Akhaltzikke
- 1859 – Il petrolio viene scoperto a Titusville (Pennsylvania). È il primo pozzo petrolifero redditizio del mondo
- 1861 – Guerra di secessione americana: le truppe dell'Unione attaccano Capo Hatteras (Carolina del Nord)
- 1883 – Quattro violentissime esplosioni vulcaniche distruggono l'isola di Krakatoa: muoiono 36.000 persone
- 1896 – Scoppia la guerra anglo-zanzibariana, il più breve conflitto della storia (38 minuti).
- 1900 – I britannici sconfiggono i commando boeri nella battaglia di Bergendal
- 1916 – L'Italia dichiara guerra all'Impero tedesco di Guglielmo II
- 1926 – New York: ticker-tape parade in onore di Gertrude Ederle, la prima donna ad attraversare La Manica a nuoto
- 1928 – Il Patto Kellogg-Briand, che rinuncia alla guerra come strumento di politica estera, viene firmato a Parigi dalle principali potenze mondiali.
- 1939 –  Il primo jet a turbina Heinkel He 178 della Luftwaffe, la forza aerea della Germania nazista, prende il volo con ai comandi Erich Warsitz.
- 1944 – Seconda guerra mondiale: muore suicida a Napoli il Capitano di fregata Carlo Fecia di Cossato.
- 1950 – A Torino si suicida lo scrittore e intellettuale Cesare Pavese
- 1952 – In Lussemburgo terminano i negoziati per le riparazioni tra Germania Ovest e Israele. La Germania Ovest pagherà 3 miliardi di marchi tedeschi
- 1962 – Viene lanciata la sonda spaziale Mariner 2
- 1973 – Nel contesto degli Anni di Piombo e della strategia della tensione in Italia, il bar Versilia a Lido di Camaiore viene attaccato e distrutto da manifestanti di estrema sinistra
- 1979 – L'IRA colpisce due volte. La mattina una bomba a Mullaghmore nell'Eire fa esplodere la barca di Lord Louis Mountbatten, cugino della regina Elisabetta, che muore con altre tre persone. Nel pomeriggio due bombe a Warrenpoint, in Irlanda del Nord, uccidono 18 soldati britannici
- 1979 – Fabrizio De André viene rapito in Sardegna assieme alla compagna Dori Ghezzi.
- 1984 - La Fininvest di Silvio Berlusconi ha tre canali Rete 4, Canale 5 e Italia 1.
- 1991 – La Moldavia dichiara l'indipendenza dall'Unione Sovietica
- 2003 – Marte passa nel punto più vicino alla Terra degli ultimi 60.000 anni, passando a circa 55.758.006 chilometri dal nostro pianeta.

## Nati
Ci sono circa 1 030 voci su persone nate il 27 agosto; vedi la pagina Nati il 27 agosto per un elenco descrittivo o la categoria Nati il 27 agosto per un indice alfabetico.

## Morti
Ci sono circa 500 voci su persone morte il 27 agosto; vedi la pagina Morti il 27 agosto per un elenco descrittivo o la categoria Morti il 27 agosto per un indice alfabetico.

## Feste e ricorrenze

### Civili
Nazionali:
- Moldavia – Giorno dell'indipendenza

### Religiose
Cristianesimo:
- Santa Monica, madre di sant'Agostino d'Ippona
- Sant'Amedeo di Losanna, vescovo
- San Bacolo di Sorrento, vescovo
- San Cesario d'Arles, vescovo
- San Davide Enrico Lewis, sacerdote gesuita, martire
- San Gebardo di Costanza, vescovo
- San Giovanni di Pavia, vescovo
- San Guarino di Sion, vescovo
- San Licerio di Couserans, vescovo
- Santi Marcellino e Mannea e compagni, sposi e martiri
- San Narno di Bergamo, vescovo
- Sant'Osio di Cordova, vescovo e padre della Chiesa
- San Poemen, abate
- San Rufo martire, venerato a Capua
- San Teona di Alessandria, patriarca
- Beato Angelo da Foligno, sacerdote agostiniano
- Beato Domenico della Madre di Dio (Barberi), sacerdote passionista
- Beati Ermenegildo dell'Assunzione e 5 compagni, martiri a Ciudad Real
- Beato Ferdinando Gonzalez Anon, sacerdote e martire
- Beata Francesca Pinzokere, martire
- Beati Francesco di Santa Maria e compagni, martiri
- Beato Jean-Baptiste Guillaume (Ulderico), religioso e martire
- Beato Jean-Baptiste Souzy, sacerdote e martire
- Beato Luigi Suarez, vescovo
- Beata María Pilar Izquierdo Albero, fondatrice dell'Opera missionaria di Gesù e Maria
- Beato Raimondo Martì Soriano, sacerdote e martire
- Beato Ruggero Cadwallador, martire

Religione romana antica e moderna:
- Volturnalia